# Traité de Madrid (1526)
Pour les articles homonymes, voir Traité de Madrid.

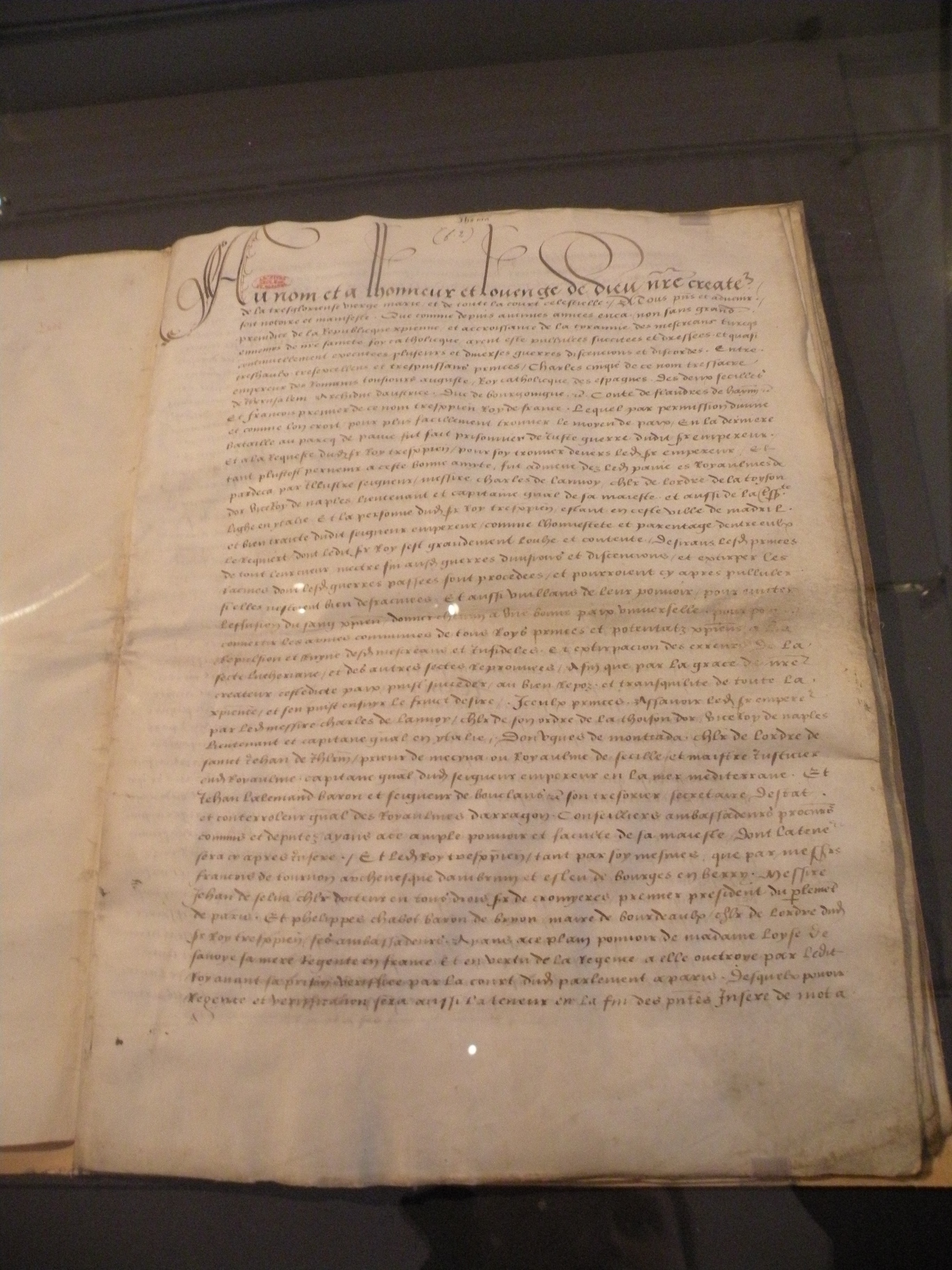
Traité de Madrid.

Le traité de Madrid du 14 janvier 1526 est signé par le roi de France François Ier, prisonnier de l'empereur Charles Quint à la suite de la défaite française de Pavie (24 février 1525), lors de la sixième guerre d'Italie.
La non ratification du traité par la France est à l'origine d'une septième guerre d'Italie, qui s'achève en 1529 par le traité de Cambrai (la « paix des Dames »), moins défavorable à la France.

## Contexte
La bataille de Pavie a été un désastre pour l'armée française : le roi et d'autres hauts personnages sont prisonniers ; d'autres ont été tués : par exemple, Jacques de La Palice et Guillaume Gouffier de Bonnivet, deux proches de François.
Cette défaite est d'autant plus humiliante pour François Ier que parmi les vainqueurs de Pavie figure Charles de Bourbon, connétable de France de 1515 à 1523, passé au service de Charles Quint à la suite d'une spoliation dont il a été victime du fait de la mère du roi.

## Négociations et mise au point
François Ier, tombé malade pendant sa captivité et redoutant sa propre faiblesse, demande le 16 août 1525 à son notaire et secrétaire Gilbert Bayard, de rédiger un texte selon lequel toutes les concessions faites en vue de sa liberté devront être considérées comme sans valeur. 
Les négociateurs français, envoyés à Madrid par Louise de Savoie, la mère du roi, sont Jean de Selve, premier président du Parlement de Paris, et l'archevêque François de Tournon.
Le traité est rédigé en français par le secrétaire de Charles Quint, Jean Lallemand.

## Contenu
En contrepartie de sa libération, François Ier s'engage à :
- restituer le duché de Bourgogne[1] et ses seigneuries annexes, notamment le comté de Charolais ;
- renoncer à toute revendication sur le royaume de Naples, le duché de Milan, Gênes, Asti, et, aux Pays-Bas, sur les comtés de Flandre et d'Artois ;
- épouser Éléonore de Habsbourg, sœur de Charles Quint ;
- réhabiliter le connétable de Bourbon et ses partisans, leur restituer leurs biens meubles et immeubles, ainsi que leurs offices, et les dédommager intégralement des pertes qu'ils ont subies du fait de la confiscation ; de plus, le connétable doit être dispensé d'hommage féodal pour ses terres et pourra négocier le comté de Provence avec le roi ;
- contraindre Henri II de Navarre[2] à abandonner ses droits[3] sur le royaume de Navarre ;
- livrer comme otages ses deux fils : le dauphin François et son frère Henri, duc d'Orléans.

## Non ratification du traité après la libération de FrançoisIer
Libéré le 17 mars 1526, François rentre en France. 
Il fait proclamer par le Parlement de Paris que le duché de Bourgogne est inaliénable, que le traité est souverainement cassé et que le roi de France peut le rejeter.

## Suites
En représailles, ses fils sont gardés comme otages à la cour d'Espagne, mais traités selon leur rang.

## Texte du traité
- Traité de paix avec Charles V, roi d'Espagne, Madrid, 14 janvier 1525 (lire en ligne)